# Mallerenga negra meridional
La mallerenga negra meridional (Melaniparus niger) és una espècie d'ocell passeriforme que pertany a la família Pàrids pròpia d'Àfrica austral.

## Descripció

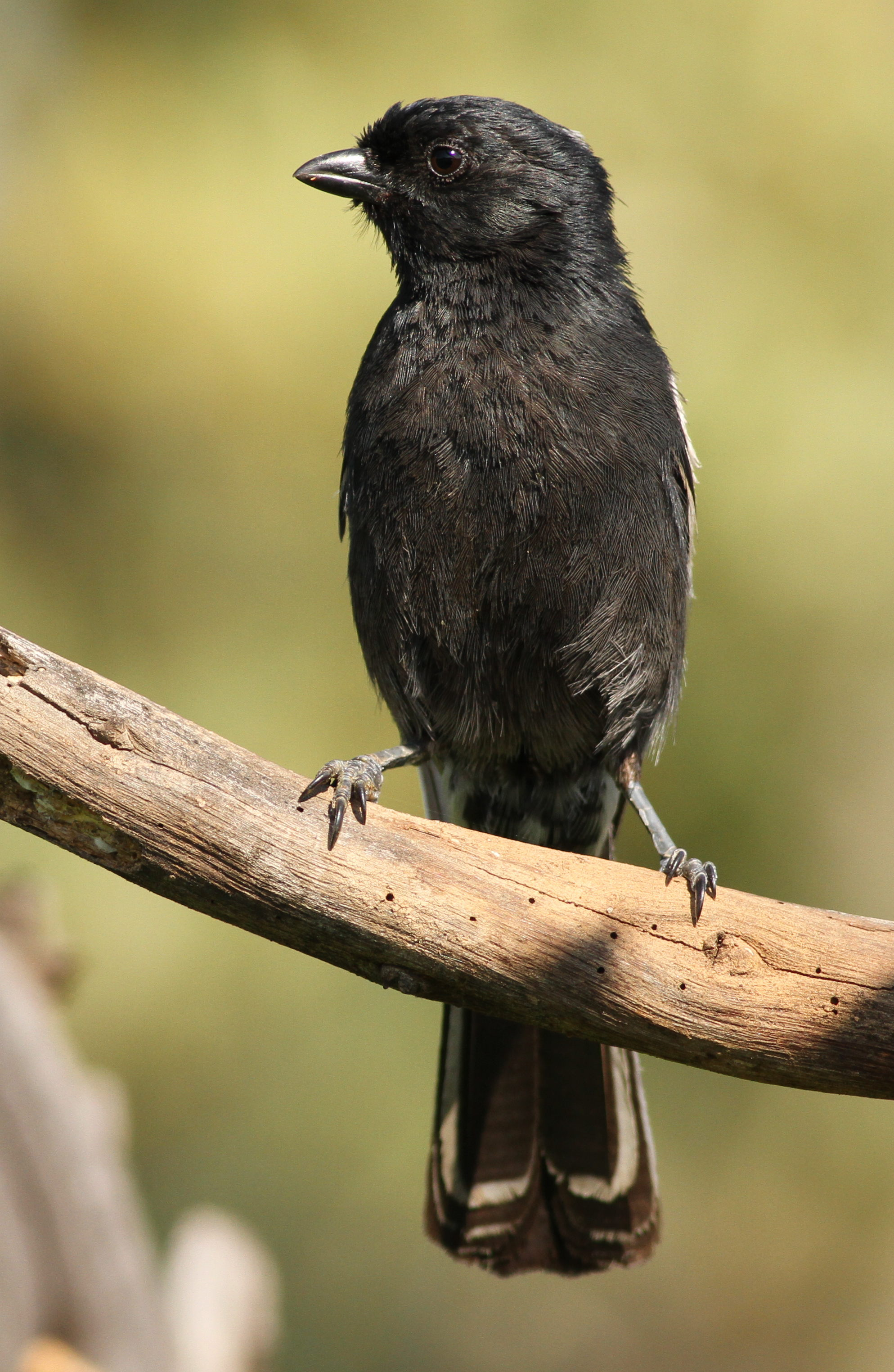
Exemplar a Sud-àfrica.

La mallerenga negra meridional mesura al voltant de 16 cm de llarg. Presenta dimorfisme sexual en el color del plomatge. El mascle és gairebé íntegrament negre, excepte a les vores de les plomes de vol de les ales que són blanques; mentre que la femella és grisenca. Es pot distingir de la mallerenga negra alablanca i de la mallerenga negra de Carp per no tenir l'extrem de la cua blanca i ser de mida una mica més grossa.

## Distribució i hàbitat
Es troba principalment a la sabana arbrada seca d'Àfrica austral, en una franja semicircular que s'estén des d'Angola fins a la Província Oriental del Cap, de Sud-àfrica. Prefereix els boscos dominats per arbres de fulla caduca, principalment del miombo, d'espècies gènere Combretum i Burkea africana. És especialment abundant als boscos l'oest de Zimbàbue, on la densitat de les poblacions poden sobrepassar els cinquanta individus per quilòmetre quadrat.

## Taxonomia
Antigament la mallerenga negra meridional era una de les moltes espècies incloses en el gènere Parus, però es va traslladar a Melaniparus després que una anàlisi filogenètica molecular publicada el 2013 demostrés que els membres del nou gènere formaven un clade diferent.
Es reconeixen tres subespècies:
- Melaniparus niger niger (Vieillot, 1818) - Moçambic més al sud fins a Eswatini, KwaZulu-Natal i Cap Oriental.
- Melaniparus niger xanthostomus (Shelley, 1892) - del sud d'Angola fins al nord de Namíbia, el nord de Botswana, el nord-oest de Zimbàbue, el sud de Zàmbia i el sud de Tanzània.
- Melaniparus niger ravidus (Clancey, 1964) - Zàmbia oriental, Malawi, Zimbabwe, Moçambic, Botswana oriental i nord de Sud-àfrica.

## Comportament

### Alimentació
Com tots els pàrids, s'alimenta principalment d'insectes i és un consumidor voraç de vespes. En canvi, a diferència d'altres pàrids complementa la seva dieta amb nèctar i figues.

### Reproducció
Crien durant l'estiu, durant l'època de pluges, però el seu inici és molt variable i la quantitat de pollets que crien depèn de la quantitat de precipitacions. El sistema de reproducció de la mallerenga negra meridional s'ha estudiat en profunditat i es considera un exemple clàssic de les diferències en les estratègies reproductives entre les espècies d'ocells de regions càlides amb pluges impredictibles i les de regions fredes amb hiverns severs. A diferència de la mallerenga carbonera i la mallerenga blava eurasiàtica que poden subministrar aliment fins a vint-i-cinc pollets cada any en parelles sense ajudants; una mallerenga negra meridional, que viu en un entorn molt més pobre en aliments, gairebé no podria alimentar un pollet per temporada en parelles sense ajudants. Per això, la majoria dels mascles immadurs han de romandre al territori dels progenitors durant diversos anys com a ajudants de cria. Així ajudaran a criar els seus pares els tres pollets que generalment produeix la femella en condicions favorables. La femella cova en solitari ininterrompudament durant quinze dies, mentre és alimentada per la parella i els ajudants. Una característica interessant de la mallerenga negra meridional és que quan covant al niu la femella se sent amenaçada, imita els moviments d'una serp verinosa per evitar el saqueig del niu.
Com que s'han recobrat pocs exemplars de l'espècie a les campanyes d'anellaments, les dades sobre la longevitat són poc precises, però gairebé amb seguretat la taxa de mortalitat dels adults és força més baixa del 70 o 75 per cent de la mortalitat dels seus parents d'Europa i Amèrica del Nord.